# Ogresuchus
Ogresuchus is een geslacht van uitgestorven Sebecidae die bekend zijn van de Tremp-formatie uit het Laat-Krijt (Maastrichtien) van Spanje. Het is het oudst bekende lid van de Sebecidae en het is ook de enige bekende Sebecidae uit het Mesozoïcum. De typesoort Ogresuchus furatus werd in 2020 benoemd.

## Ontdekking en naamgeving
Het holotype werd in april 2013 door Francesc Pérez Peralba ontdekt in de Mirador del Cretaci-vindplaats. In de tweede week van mei begonnen de opgravingen maar na de vierde dag werd het stuk gestolen voordat paleontologen het bergen konden voltooien. Eind juni vond de dienst historisch erfgoed van de Mossos d'Esquadra het gestolen exemplaar en de dief werd prompt gearresteerd. Hij werd veroordeeld maar de straf bestond slechts uit een boete van negentig euro. Het holotype bevond zich in een nogal precaire staat van bewaring: het blok was gebroken, veel botten beschadigd en andere volledig verdwenen. Het kostte enkele jaren aan dure preparatie voordat de schade zoveel mogelijk was hersteld. 
In 2020 werd door Albert Sellés de typesoort Ogresuchus furatus benoemd. De geslachtsnaam betekent 'Ogre-krokodil', verwijzend naar het mogelijke dieet van jonge sauropoden: een ogre is een kinderetende boeman in het Frans. De soortaanduiding is het voltooid deelwoord van het Latijn furari, 'gestolen worden', verwijzend naar de diefstal van het exemplaar.
Het holotype MCD-7149 is nu te zien in het Coll de Nargó dinosauriërmuseum (Dinosfera). Het bestaat uit een gedeeltelijk skelet met schedel. Onder het inventarisnummer is ook een partij van negen blokken met dinosauriëreieren opgenomen.

## Beschrijving
Het holotype is een dier van ongeveer een meter lang. De lengte werd geschat op 109 centimeter en het gewicht op 9,04 kilogram.
De beschrijvers stelden enkele onderscheidende kenmerken vast. Het zijn autapomorfieën, unieke afgeleide eigenschappen. Het bovenkaaksbeen draagt vijf tanden. De tanden hebben gladde snijranden, zonder kartelingen. De incisiviforme en caniniforme tanden hebben richels over het email lopen van de basis naar het spits. Op de buitenzijde van het bovenkaaksbeen loopt een reeks grote gaten voor aderkanalen. De praemaxilla wordt doorboord door een foramen in de uitholling rond het neusgat. Het centrale foramen incisivum in het verhemelte is erg groot. De interne vleugels van de praemaxilla en bovenkaaksbeen hebben geen groot aderkanaal door hun raakvlak lopen. De interne vleugel van het bovenkaaksbeen is niet verruwd. De gepaarde beennaden tussen de bovenkaaksbeenderen en neusbeenderen lopen evenwijdig en convergeren dus niet naar voren of achteren. Bij de ruggenwervels liggen de achterste gewrichtsuitsteeksels boven het niveau van de zijuitsteeksels.

## Fylogenie
Ogresuchus werd in de Sebecidae geplaatst, in een vrij afgeleide positie, boven Barinasuchus in de stamboom. De sebeciden zijn van Zuid-Amerika bekend en hun eerste voorkomen in Iberia veronderstelt het bestaan van een aantal landbruggen. De beschrijvers achtten het ook mogelijk dat Ogresuchus door convergente evolutie slechts een sebecide schijnt maar in feite meer basaal staat.

## Levenswijze
Voor sebeciden is wel een levenswijze als eiereter verondersteld, zonder veel direct bewijs. Ook Ogresuchus levert dat volgens de beschrijvers niet omdat ze het onwaarschijnlijk achtten dat het dier, zijn kaakjes om een titanosauriërei van negentien tot drieëntwintig centimeter diameter geklemd, nog voldoende bijtkracht kon uitoefenen om de schaal daarvan te doorboren. Maar hij zou wel een pas uitgekomen sauropodenjong van naar schatting veertig centimeter lengte en een gewicht van drie kilo hebben kunnen verslinden en daarin zou de aantrekkingskracht van de nestkolonie op Ogresuchus hebben gelegen.